# گلبهار (دشت آزادگان)
گلبهار یک روستا در ایران است که در شهرستان دشت آزادگان استان خوزستان واقع شده‌است. گلبهار ۵۳۶ نفر جمعیت دارد.

## جمعیت
این روستا در دهستان حومه شرقی قرار دارد و براساس سرشماری مرکز آمار ایران در سال ۱۳۸۵، جمعیت آن ۵۳۶ نفر (۱۱۷ خانوار) بوده‌است.